# John Corvino
John Frank Corvino, né 1969, est un philosophe américain. Il est professeur de philosophie à l'université de Wayne State. Il est auteur de trois livres avec une concentration sur la moralité de l'homosexualité.